# 동인 행사

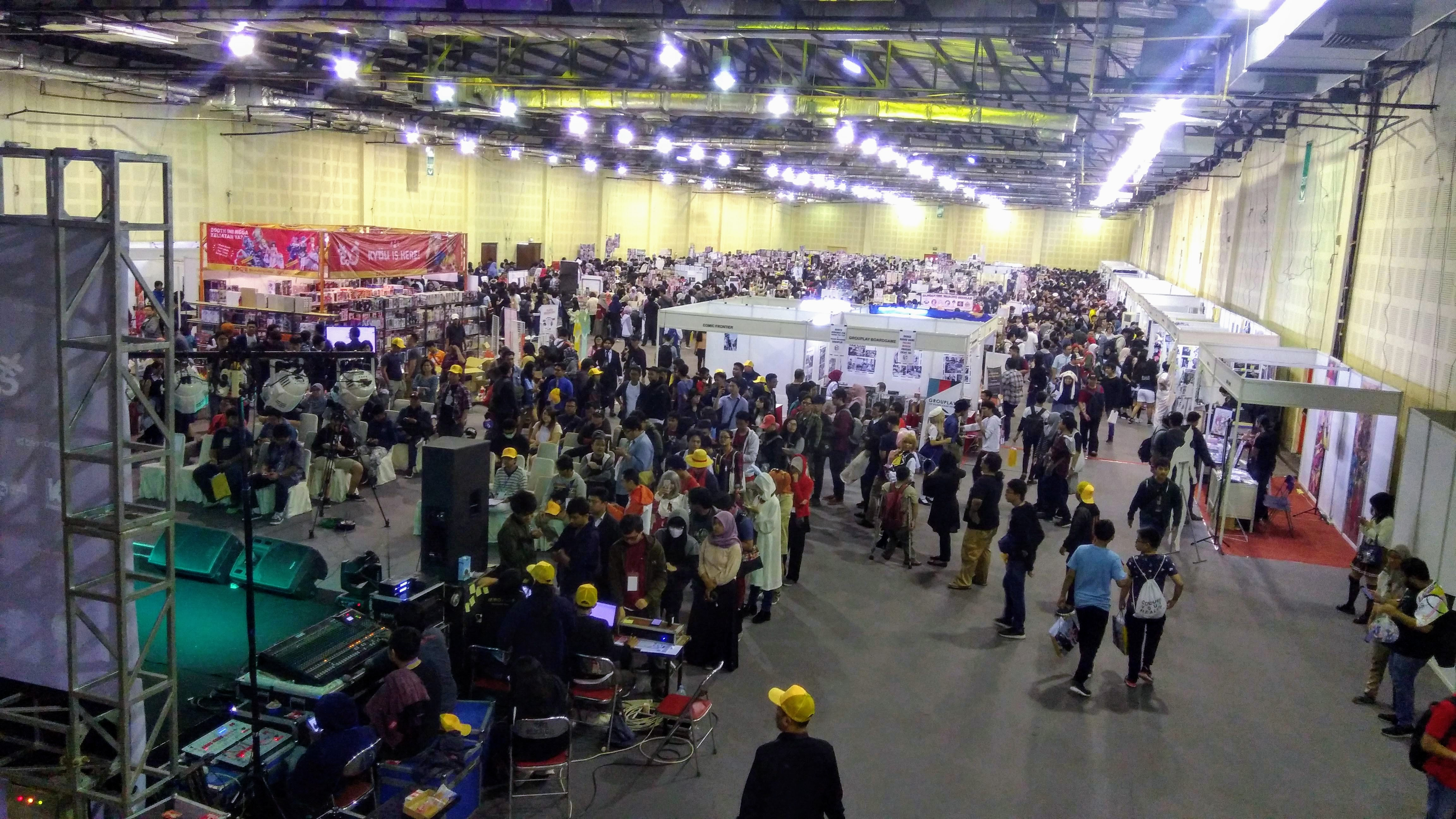
인도네시아 자카르타에서 주최된 동인 행사 코믹 프론티어

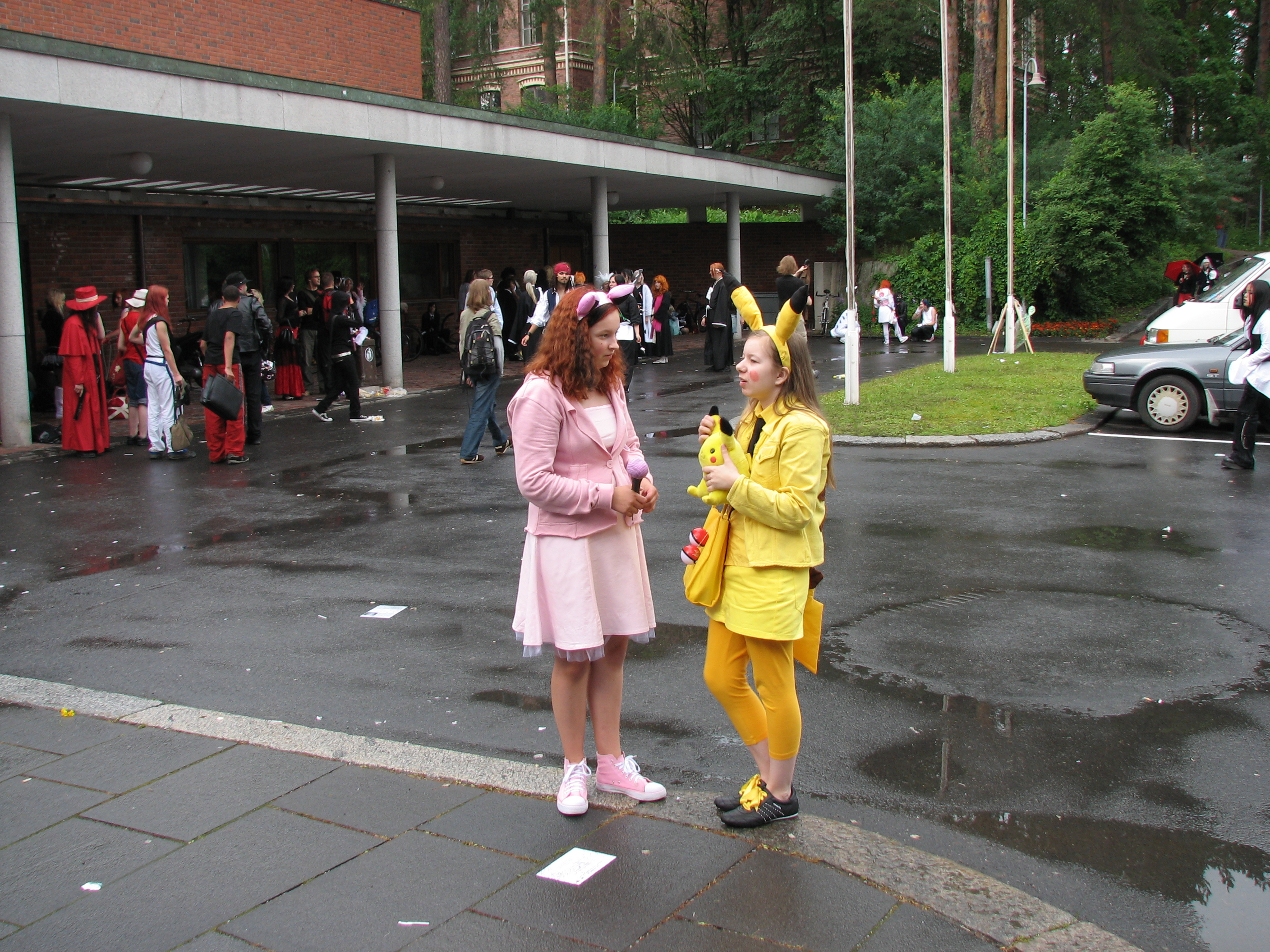
2007년 핀란드 이위배스퀼래에서 열린 아니메콘에서 아니메 캐릭터의 복장을 한 두 사람

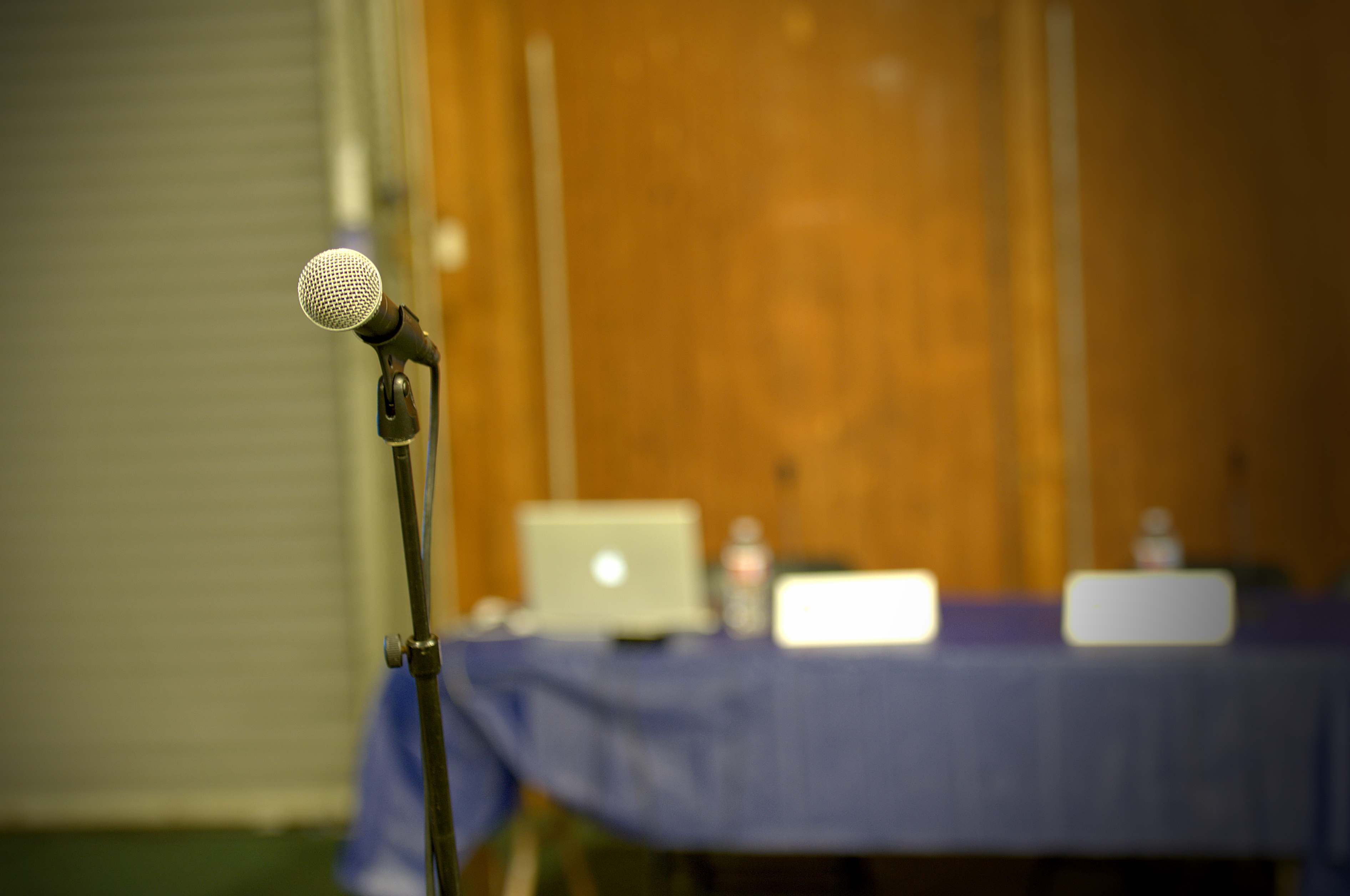
동인행사에서 때때로 청중이 줄을 서서 전용 마이크를 사용하여 질문을 하도록 초대받기도 합니다.

동인 행사(同人行事) 또는 팬 컨벤션(영어: fan convention, con, fan meeting)은 어떤 한 주제의 팬들이 자발적으로 모여 상품 판매, 유명인 초빙 등의 활동을 펼치는 일을 말한다.

## 개요
동인 행사는 대개 팬들이 비영리적으로 주최하나, 일부 동인 행사는 팬들을 대상으로 허가 하에 영리 목적으로 열리기도 한다.
영어권에서 '팬 컨벤션'(fan convention)이라는 용어는 1942년 경 전부터 사용됐다는 기록이 존재한다.

## 같이 보기
- 애니메이션 컨벤션